# Eine echt verrückte Story
Eine echt verrückte Story (Originaltitel: It’s Kind of a Funny Story) ist ein 2006 erschienener Roman des US-amerikanischen Schriftstellers Ned Vizzini. Das Buch ist durchgehend aus der Ich-Perspektive des Protagonisten, des 15-jährigen Craig Gilner, geschrieben. Dieser lässt sich in eine psychiatrische Klinik einweisen, nachdem er aufgrund seiner Depressionen beschlossen hatte, Selbstmord zu begehen. Ned Vizzini schrieb das Buch innerhalb von einem Monat, nachdem er im Jahr 2004 selbst fünf Tage lang in einer psychiatrischen Klinik war.
Die amerikanische Ausgabe wurde 2007 als Best Book for Young Adults ausgezeichnet. 2008 wurde das Buch mit dem Jugendliteraturpreis ausgezeichnet.

## Inhalt
Das Buch ist in zehn Teile mit jeweils mehreren Kapiteln gegliedert.
1. So sieht’s aus
2. Wie ich dahin kam
3. B-bumm
4. Krankenhaus
5. Six North, Samstag
6. Six North, Sonntag
7. Six North, Montag
8. Six North, Dienstag
9. Six North, Mittwoch
10. Six North, Donnerstag

In den ersten beiden Teilen beschreibt der 15-jährige Craig Gilner sein Leben. Er wohnt zusammen mit seinen Eltern und seiner jüngeren Schwester in Brooklyn in New York. Er lernt quasi ununterbrochen, um den Eignungstest der angesehenen Executive Pre-Professional High School zu bestehen und somit dort aufgenommen zu werden. Seiner Ansicht nach ist dies unbedingt erforderlich, damit er nach der Schule ein erfolgreiches und glückliches Leben führen kann. Nachdem er den Test mit voller Punktzahl bestanden hat und auf der Schule angenommen worden ist, geht es allerdings bergab. Der Druck durch Hausaufgaben und andere schulische Verpflichtungen überwältigt ihn, er leidet unter Ess- und Schlafstörungen, raucht Marihuana, bekommt Depressionen und hat Selbstmordgedanken.
Nachdem er seine Medikamente, die gegen seine Depressionen helfen sollen, im dritten Teil selbstständig abgesetzt hat, da er der Meinung ist, es würde ihm besser gehen, konkretisiert er seine Suizidgedanken und beschließt, sich von der Brooklyn Bridge zu stürzen. Kurz bevor er die Wohnung verlässt, ruft er spontan bei einer Suizid-Hotline an; ihm wird geraten, sich in die nahegelegene Notaufnahme zu begeben, was Craig mit Beginn des vierten Teils auch tut. Dieser beschreibt seine Aufnahme dort. Außerdem erzählt er erstmals seiner Mutter von seinen Suizidgedanken.
Die Teile 5 bis 10 beschreiben Craigs Aufenthalt in Six North, einer psychiatrischen Klinik für Erwachsene. Dort trifft er auf teils freundliche, teils merkwürdig wirkende oder völlig zurückgezogen lebende Menschen; mit einigen von ihnen schließt er Freundschaften. Während seines Aufenthaltes hat er viel Zeit, über sein Leben, die Schule und seine bisherigen Freunde nachzudenken. Nachdem sein bester Freund Aaron sich darüber lustig macht, dass Craig im „Irrenhaus“ ist, überdenkt er seine bisherigen Freundschaften. Auch mit Nia, Aarons Freundin, in die er lange Zeit heimlich verliebt war, will er, nach einem Besuch von ihr in der Klinik, nichts mehr zu tun haben.
Er freundet sich mit Noelle, einem gleichaltrigen Mädchen an, das sich mit einer Hälfte einer Schere das Gesicht aufgeschlitzt hat und am selben Tag wie er aus dem Six North entlassen wird. Sie wird schließlich seine erste feste Freundin. Außerdem entdeckt er seine Neigung und Begabung für die Kunst; mit ihr und Noelles Hilfe sowie der Unterstützung seiner Eltern schreitet seine Genesung zügig fort. Er beschließt, die Executive Pre-Professional High School zu verlassen und stattdessen auf eine Kunstschule zu gehen, anschließend verlässt er das Krankenhaus wieder. Zuletzt fragt er sich, warum er sich bloß umbringen wollte, er sagt, dass er von nun an „leben“ und „handeln“ möchte, so etwa „laufen, essen, trinken“, vor allem aber „leben“.

## Charaktere
- Craig Gilner: Hauptcharakter und Erzähler, 15 Jahre alt, besucht die Executive Pre-Professional High School, leidet unter Depressionen.
- Aaron Pardis: Craigs bester Freund, ebenfalls 15 Jahre alt, besucht dieselbe Schule wie Craig.
- Nia: Sie und Aaron sind ein Paar.
- Dr. Minerva: Craigs Psychiaterin.
- Noelle: Patientin in der psychiatrischen Klinik, freundet sich mit Craig an.
- Muqtada: Craigs Zimmergenosse in der Klinik, kommt aus Ägypten, verlässt nur äußerst selten das Zimmer.
- Armelio: Ebenfalls Patient in der Klinik, dort bekannt als Präsident Armelio, will ständig mit jedem Karten spielen.

## Auflage und Ausgaben

### Englische Ausgaben
- Ned Vizzini: It’s Kind of a Funny Story. Miramax Books/Hyperion Books For Children, New York 2006, ISBN 978-0-7868-5196-6. (Gebundene Ausgabe)

### Deutsche Ausgaben
- Ned Vizzini: Eine echt verrückte Story. Rockbuch Verlag, 2008, ISBN 978-3-927638-40-2. (Broschiert) (Übersetzer: Silvia Morawetz, Werner Schmitz).
- Ned Vizzini: Eine echt verrückte Story. Heyne Taschenbuch, 2010, ISBN 978-3-453-40770-1. (Taschenbuch)

### Hörbuch
- Ned Vizzini: Eine echt verrückte Story. Rockbuch Verlag, 2008, ISBN 978-3-927638-51-8. (Gelesen von Oliver Rohrbeck)

## Verfilmung
Am 8. Oktober 2010 startete die Verfilmung, unter dem englischen Originaltitel des Buches, in den amerikanischen Kinos. Das Drehbuch schrieben Anna Boden und Ryan Fleck, die Hauptrollen spielen Keir Gilchrist, Zach Galifianakis, Emma Roberts und Viola Davis. In Deutschland wurde der Film nicht im Kino gezeigt, sondern direkt auf DVD veröffentlicht.